# Paulo Lobo
Paulo Roberto Ramos Lobo (São Pedro da Aldeia, 23 de dezembro de 1948) é um empresário e político brasileiro, que exerceu o cargo de prefeito da cidade fluminense de São Pedro da Aldeia por dois mandatos: de 2001 a 2004, e reeleito de 2005 a 2008.

## Carreira política

### Prefeito (2001–2008)
No seu governo foram realizadas grandes e importantes obras para a estrutura do município como o novo Mercado de Peixe, saneamento e urbanização do Canal do Mossoró, o Teatro Átila Costa, a construção de um novo pronto-socorro, instalação do Aterro Sanitário Dois Arcos, lançamento do site de turismo da cidade, iluminação artística da Igreja Matriz de São Pedro, além de ampliação de diversas escolas do município.

### Pós-governo
Em 2012, Lobo pretendia candidatar-se novamente no pleito de 2012, mas desistiu da disputa após o Tribunal Regional Eleitoral do Rio de Janeiro (TRE-RJ) indeferir sua candidatura, lançando Elizangela Lobo como sua substituta.
Já em 2014 foi condenado por improbidade administrativa, tendo que pagar multa e tendo seus direitos políticos suspensos por 3 anos:
"De acordo com a ação civil pública proposta pelo Ministério Público, Paulo Roberto Lobo, na época em que era prefeito da cidade de São Pedro da Aldeia, contratou pessoal sem concurso público e manteve tais serviços mesmo após o prazo fixado em termo de ajustamento de conduta celebrado com o Ministério Público. Paulo Roberto Lobo foi prefeito de São Pedro da Aldeia no período de 2001 a 2008."